# Quercus elevaticostata
Quercus elevaticostata är en bokväxtart som först beskrevs av Qing Fang Zheng, och fick sitt nu gällande namn av Cheng Chiu Huang. Quercus elevaticostata ingår i släktet ekar, och familjen bokväxter. Inga underarter finns listade.